# Cimîkos, Liuboml
Cimîkos (în ucraineană Чми́кос, poloneză Czmykos) este un sat în comuna Radehiv din raionul Liuboml, regiunea Volînia, Ucraina.

## Demografie
Componența lingvistică a localității Cimîkos
     Ucraineană (99,38%)
     Alte limbi (0,62%)
Conform recensământului din 2001, majoritatea populației localității Cimîkos era vorbitoare de ucraineană (99,38%), existând în minoritate și vorbitori de alte limbi.